# Hideto Suzuki
Hideto Suzuki, född 7 oktober 1974 i Shizuoka prefektur, Japan, är en japansk tidigare fotbollsspelare.